# Navarro (Teksas)
Navarro – miasto w Stanach Zjednoczonych, w stanie Teksas, w hrabstwie Navarro.